# 川地憲元
川地 憲元（かわち のりもと、1968年12月29日 - ）は、日本の政治家。岐阜県養老町長（1期）。

## 来歴
岐阜県養老郡養老町室原出身。養老町立高田中学校、岐阜県立大垣西高等学校、中京大学社会学部卒業。
1991年4月に養老町役場に入局し税務課に配属され、その後産業観光課、水道課、企画政策課、総務課に異動。企画政策課長、養老改元1300推進室長、企業誘致・商工観光課長、特命事項推進監を歴任し、2020年に養老町副町長に就任。
2022年2月に2010年から町長を務めていた大橋孝が次の町長選に出馬せず引退の意向を示す。これにより、同年3月に川地と元町議の岩永義仁が出馬を表明する。
任期満了に伴い2022年11月15日に告示、同月20日に行われた町長選で、岩永との一騎打ちを制し初当選。
※当日有権者数：22,932人 最終投票率：42.49%（前回比：2.01pts）
| 候補者名 | 年齢 | 所属党派 | 新旧別 | 得票数  | 得票率 | 推薦・支持 |
| -------- | ---- | -------- | ------ | ------- | ------ | ---------- |
| 川地憲元 | 53   | 無所属   | 新     | 6,675票 | 69.24% |            |
| 岩永義仁 | 47   | 無所属   | 新     | 2,965票 | 30.76% |            |